# Honey (Erykah Badu)
Honey è un brano R&B della cantautrice statunitense Erykah Badu, pubblicato alla fine del 2007 come primo singolo tratto dal quarto album dell'artista, New Amerykah Part One (4th World War). Il singolo è stato scritto dalla cantante insieme a 9th Wonder, che ne ha curato la produzione. Il video del brano ha ricevuto numerose nomination, perfino ai Grammy, ed ha vinto un "moonman" agli MTV Video Music Awards del 2008.

## Composizione e testo
La canzone è stata prodotta da 9Th Wonder utilizzando il campionamento di una canzone di Nancy Wilson, I'm in Love del 1978. La canzone è stata scelta come primo singolo dalla cantante grazie al suo ritmo travolgente, e Badu ha definito il produttore un mago della batteria e del basso. Il testo ha come protagonista un ipotetico amante di nome Slim, il quale viene paragonato a un'ape perché vola sempre via, e al miele ("Honey" appunto, termine usatissimo nei paesi anglofoni) grazie alla sua dolcezza. La cantante canta che lo zucchero non riuscirà mai a eguagliare Slim, e che lei deve solo aggiungere un po' di limone al suo uomo, che viene descritto anche come il suo drink preferito.

## Video
Erykah Badu torna a dirigere un proprio videoclip insieme a Chris Robinson, che nei crediti si presenta come "Mr. Roboto". Il video è un intero omaggio a molti classici della musica, ed è ambientato in un negozio di vinili. La camera segue dall'inizio in semisoggettiva le spalle della cantante, la quale si aggira tra i vari scaffali con un cestello, alla ricerca di dischi da acquistare. Tutti i dischi che prende in mano hanno la copertina animata, in cui Badu interpreta un disco famoso del passato, ma con un nuovo e fantasioso titolo. Quando la camera sale per mostrare cosa sta passando la tv del negozio, il brano viene interrotto dalla trasmissione di un immaginario videoclip della cantante che viene passato in quel momento in tv. La canzone utilizzata per il "video nel video" è Annie, e questo video che dura pochi secondi è una parodia di Hey Ya! degli Outkast, il cui protagonista è il suo ex compagno André 3000: la versione di Badu cambia il verde della scenografia di Hey Ya! in rosa, ma come André 3000 interpreta ogni musicista della band del video. Ogni Badu del "video nel video" ha un look distinto dalle altre. Oltre ai vari album classici, il video rende omaggio anche alla famosa copertina del Rolling Stone del 22 gennaio 1981, dove un nudo John Lennon è avvinghiato a Yōko Ono; infatti la cantante acquista una copia della rivista che ha in copertina sé stessa abbracciata da un giovane nudo. Quando si reca alla cassa per pagare, la cantante rifiuta il resto come segno di aiuto per i piccoli commercianti, e in quel momento passa in sovrimpressione la frase "Support your local records store" (Sostieni il tuo negozio di dischi locale). La camera continua a seguire la cantante che esce dal negozio, e vengono mostrati il retro della maglietta e il poster di Honey che sono entrambi animati. Il video si interrompe bruscamente con l'intrusione di una scimmietta finta e con la scritta finale "Domo Arigato" (molte grazie in giapponese). La parte ambientata nel negozio è in bianco e nero, mentre le scene che mostrano la varie copertine degli album, la copertina di Rolling Stone, il video trasmesso in tv, la maglietta e il poster sono a colori.

### Tributi
Nel video Badu reinterpreta i seguenti album:
- Rufus – Rufus Featuring Chaka Khan (come New Amerykah)
- Diana Ross – Blue (come Imma Boss – Boo)
- Funkadelic – Maggot Brain (come Control Freaq – Fertilizer)
- Eric B. & Rakim – Paid in Full (come Erykah B. & Shafiq – Played as Hell)
- Ohio Players – Honey (come Okayplayer)
- Minnie Riperton – Perfect Angel (come Making Money – Pray for Me)
- Labelle – Chameleon (come Sugah Sugah – Gipson)
- De La Soul – 3 Feet High and Rising (come Taco Loco – Three 4 a Dollar)
- The Beatles – Let It Be (come What It Do)
- Nas – Illmatic (come Kah – All Ready)
- Olivia Newton-John – Physical (come Olord – Please)
- Grace Jones – Nightclubbing (come Loretta Brown – Churchgoing)
- Earth, Wind & Fire – Head to the Sky (come Erykah Badu – Hell to the Naw'l)

## Riconoscimenti
Il video del singolo è stato nominato a diversi premi. Ai MTV Video Music Awards del 2008 ha ricevuto ben quattro nomination, nelle categorie Migliori Effetti Speciali, Miglior Montaggio, Miglior Fotografia e Miglior Regia, vincendo in quest'ultima. Honey è dunque il primo video di Erykah ad aver vinto ai VMA's, e avendo vinto come Miglior Regia il premio è andato all'artista stessa come regista. Il video ha ricevuto perfino una nomination ai Grammy Awards del 2009 nella sezione Best Short Form Music Video. BET ha inserito il video alla posizione 79 nella classifica dei 100 video più popolari del 2008.

## Classifiche
| Chart (2008)                         | Peak position |
| ------------------------------------ | ------------- |
| U.S. Billboard Hot 100               | 88            |
| U.S. Billboard Hot R&B/Hip-Hop Songs | 22            |